# Flemming Bay-Jensen
Flemming Bay-Jensen (født 17. januar 1938 i Helsingør) er en dansk maskinarbejder, tidligere politiinspektør, tidligere forbundsformand og tidligere borgmester i Esbjerg Kommune fra 1990 til 1994, valgt for Socialdemokratiet.
Flemming Bay-Jensen blev uddannet maskinarbejder fra Helsingør Skibsværft og Aarhus Flydedok i 1958, men allerede i 1960'erne blev han ansat i politiet og arbejdede i 1965 som gadebetjent på Nørrebro i København. Sit faglige engagement begyndte han som lokalformand i Politiforbundet, som han fra 1977 til 1986 var forbundsformand for.
Han var fra 1986 til 1990 politiinspektør i Esbjerg, 1994-1995 i Kolding og 1995-1998 ved Rigspolitichefen. Han lod sig derefter pensionere fra politiet.
Han blev medlem af byrådet for Socialdemokratiet, og fra 1990 til 1994 var han byens borgmester. Det omstridte Jørn Utzon-tegnede musikhus var medvirkende til, at han tabte magten, og siden har Esbjerg ikke haft en socialdemokratisk borgmester. Efter valgnederlaget fortsatte han som byrådsmedlem frem til 2003.
Fra 1998 til 2010 var han landsformand for Spastikerforeningen.
I sit otium har han bosat sig på Ærø.